# Тодор Ташев
Тодор Лазаров Ташев е роден на 17 ноември 1928 в София, български писател, изследовател на Захарий Стоянов, автор на документално публицистична биография на 3ахарий Стоянов „Животът на Летописеца“: част I -Джендо; част II – Парго и част III – Захарий.

## Биография
Тодор Ташев с роден на 17 ноември 1928 г. в София. Завършва право през 1950 г.: работи като юрисконсулт, адвокат и журналист (в. „Труд", списание „Български профсъюзи“ и в. „Кооперативно село“). Пише стихове от малък. За първи път публикува като ученик във в. „Народ“ (от 19 декември 1945 г. „На Асен Златаров“). Сатирични и лирични стихове помества във в. „Труд“ (1956. 1964. 1970 п 1972 г.), в. „Народна младеж“ (1966 г.), в. „Правосъдна трибуна“ (1963, 1964, 1969 г.), литературен сборник „Темида“ (1993 г.), списание „Жената днес“ (1964 г.) и др.
Негови стихове за деца намираме в сп. „Пламъче“ (1960 г.). „Славейче“ (1965 п 1966 г.), „Дружинка“(1965 г.) и др. През 1968 г. Атанас Далчев го представя с цикъл стихове в сп. „Пламък“ (бр. 15). Стихосбирките му „Трепетлики“ и „Развързаното дяволче“ излизат в началото на 1999 г., когато вече е приключил публикациите си за живота и творчеството на Захарий Стоянов.

## Писателска дейност
В продължение на четвърт век, от пролетта на 1972 г., проучва всичко писано от и за Захарий Стоянов, включително н документалните материали, съхранени в повече от 70 архивни фонда (обществени и лични), свързани пряко или косвено с живота на Летописеца. Резултатите от този труд са: документално публицистична биография на 3ахарий Стоянов „Животът на Летописеца“: част I -Джендо; част II – Парго и част III – Захарий, издадени през 1984. 1985 и 1990 г. от „Христо Г. Данов“ – Пловдив. Следват ги: неразчетеният дотогава и непознат ръкопис на Захарий „Превратът през 1881 г.“ („Български писател“, 1994 г.), „Захарий Стоянов-документален летопис“ в съавторство с Лиляна Ташева (Академично издателство „Проф. Марин Дринов“, 1996 г.) и „Ние, долуподписаните!“ – книга с непозната публицистика на 3ахарий Стоянов, излязла през 1998 г. (ИК „Парнас-96“). На историческа тематика са сценариите му за документални филми: „Невероятният Каблешков“. „Чуква Шести септември“, „Ние, долуподписаните“ и „Служебен защитник“ (в съавторство с проф. Дойно Дойнов), всички реализирани от режисьора Андрей Алтъпармаков. Стихосбирката „Сънувам се“ е плод на чувствата и размислите на автора през 2004 година. През същата година издава книгата „Картинки от Ихтиман по Румелийско време“.

## Произведения
- „Животът на Летописеца“: част I – Джендо
- „Животът на Летописеца“:част II – Парго
- „Животът на Летописеца“:част III – Захарий
- Стихосбирки: „Трепетлики“, „Развързаното дяволче“, „Сънувам се“
- „Картинки от Ихтиман по Румелийско време“

## Сценарии за филми
- „Невероятният Каблешков“
- „Чуква Шести септември“
- „Ние, долуподписаните“
- „Служебен защитник“ (в съавторство с проф. Дойно Дойнов)